# Schnarrenberg (Winnenden)
Schnarrenberg, auch Schnarrenberghof genannt, ist eine abgegangene Einzelsiedlung und ein Flurname auf der Gemarkung von Winnenden. Der Hof wurde im Dreißigjährigen Krieg zerstört.

## Lage
Schnarrenberg befand sich auf der gleichnamigen Anhöhe nordöstlich von Birkmannsweiler.

## Geschichte
Der Hof Schnarrenberg wurde Mitte des 15. Jahrhunderts (1446) von Hans Schnarrenberger, einem Bauern vom Burkhartshof gegründet. 1498 wurde ein Contzlin als Besitzer des Hofs erwähnt. Im Jahre 1524 wird ein Georg (Jerg) Körner als Besitzer genannt. Um 1527 umfasste der Hof Schnarrenberg 10 Morgen Land. 1540 fiel der Hof an Jerg Körners Witwe. Um 1550 bewirtschaftete Christoph Körner den Hof. 1560 wurde ein Bartholomäus Frenklin als Besitzer genannt. Ihm folgte 1575 Hans Müller.
Im Dreißigjährigen Krieg (1618–1648) hatte Winnenden unter Plünderungen und Brandschatzungen durchziehender Soldateska zu leiden.
1619 wurde Schnarrenberg aufgegeben und 1634 durch Brandschatzung endgültig zerstört.